# 西光院 (野田市)
西光院（さいこういん）は、千葉県野田市にある真言宗豊山派の寺院。

## 概略と沿革
1643年（寛永20年）に開山された。かつては隣接する愛宕神社の別当寺であった。
本堂は1831年（天保2年）に火災で失ったが、1845年（弘化2年）に再建された。
境内には、松尾芭蕉の句碑がある（愛宕神社にもある）。
1903年（明治36年）には近傍にある金乗院の聚楽園（現清水公園）と同様に、境内に愛趣園と称される私設公園が置かれ、一般町民に開放に開放されていた時期があった。

## 交通アクセス
- 東武野田線愛宕駅より徒歩5分。